# Синтія Гелліберт
Синтія Наталі Гелліберт Мора (ісп. Cynthia Natalie Gellibert Mora; нар. 1971/1972, Санта-Єлена) — еквадорський державний і політичний діяч, в.о. віцепрезидента Еквадору, секретар державного управління та Кабінету Президента в адміністрації Нобоа.

## Біографія
Після вивчення економіки в Університеті Vicente Rocafuerte Lay вона здобула ступінь економіста. Вона здобула ступінь магістра державного управління в Державному університеті півострова Санта-Елена.
У 2010 році працювала аналітиком з менеджменту в Міністерстві зв'язку. У 2011 році вона була радником у Міністерстві спорту, і того ж року вона повернулася в телекомунікації в якості керівника основних фондів і фінансового аналітика до 2012 року. З 2012 по 2014 рік вона знову працювала радником у Міністерстві спорту. У 2015 році вона обіймала кілька посад: генеральний адміністратор Спортивної федерації провінції Санто-Домінго-де-лос-Цачилас, координатор офісу в Керівній раді спеціального режиму Галапагоських островів і радник у Міністерстві спорту. У 2017 році працювала радником та заступником міністра розвитку спорту. З 2017 по 2018 рік вона була державним службовцем у Міністерстві праці, у компанії Cear EP, вона була експертом з продажу та маркетингу, а також була радником в уряді Гуаясу. У 2018 році вона була аналітиком з питань дозволів, а потім була директором з планування Транзитної комісії Еквадору.
Пізніше, у 2021 році, вона продовжила роботу на посаді директора з планування та асистента з планування в тій самій установі. Вона також була провінційним координатором приналежності та технічного контролю Guayas в IESS до 2020 року. З 2020 по 2022 рік вона обіймала посаду зонального координатора 5 у Міністерстві уряду, а в 2021 році вона була керівником збору та платежів у спеціальній лікарні Теодоро Мальдонадо Карбо.
З початком роботи уряду Нобоа вона була призначена заступником генерального секретаря Офісу президента в 2023 році. 31 січня 2024 року вона була призначена представником Президента Республіки головою ради директорів публічної компанії Emco EP, ліквідація якої почалася в листопаді 2023 року і завершилася в серпні 2024 року.
Геллібер обіймала посаду генерального секретаря державного управління в адміністрації Нобоа з 16 серпня 2024 року. 
27 листопада 2024 року вона була призначена постійним представником президента республіки до ради директорів громадської житлово-містобудівної компанії EP.
4 січня 2025 року президент Даніель Нобоа призначив Геллібера тимчасовим віцепрезидентом через проблеми зі здоров’ям Саріхи Мойї, яка також обіймала цю посаду тимчасово. Нобоа виправдав своє призначення «тимчасовою відсутністю» віцепрезидента Вероніки Абад. Мандат Гелліберт продовжувався до 22 січня 2025 року або до появи Абада в Туреччині.
16 січня 2025 року Нобоа знову довірив Гелліберт президентство до 19 січня, посилаючись на «тимчасову відсутність» для участі в обов’язкових президентських дебатах 19 січня. Він знову делегував їй президентство на три додаткові періоди: з 24 по 27 січня,  з 31 січня до 3 лютого.
17 березня 2025 року президент Нобоа скасував укази 494/2025 і 512/2025, якими він призначив і затвердив Гелліберт віцепрезидентом. Це рішення було прийнято після того, як Вероніка Абад офіційно приступила до своїх обов’язків у Туреччині. Наступного дня Геллібера призначили делегатом президента в Комітеті зовнішньої торгівлі (Comex).
Нарешті, 29 березня того ж року, після призупинення політичних прав Вероніки Абад, президент Нобоа знову призначив Гелліберт виконуючим обов’язки віцепрезидента «на період тимчасової відсутності Абада».